# Downing (Wisconsin)
Downing è un comune degli Stati Uniti, situato in Wisconsin, nella Contea di Dunn.